# Opisthopterus valenciennesi
Opisthopterus valenciennesi är en fiskart som beskrevs av Pieter Bleeker 1872. Opisthopterus valenciennesi ingår i släktet Opisthopterus och familjen sillfiskar. Inga underarter finns listade i Catalogue of Life.